# 过滤

簡單過濾示意圖：進料中過大的顆粒不能通過過濾器的格子結構，而流體和小顆粒可通過，成為濾液。

过滤是指分离悬浮在气体或液体中固体物质颗粒的一种单元操作，用一种多孔的材料（过滤介质）使悬浮液（滤浆）中的气体或液体通过（滤液），截留下来的固体颗粒（滤渣）存留在过滤介质上形成滤饼。过滤操作广泛用于各种化工生产中，尤其是用于分离液体中的固体颗粒，也有用于分离气体的粉尘，如袋滤器。
对于不同的介质，要设计各种不同的过滤设备，最常用的是间歇式板框过滤机，有应用于难脱水的污泥的连续带式压滤机等。

## 應用和示例

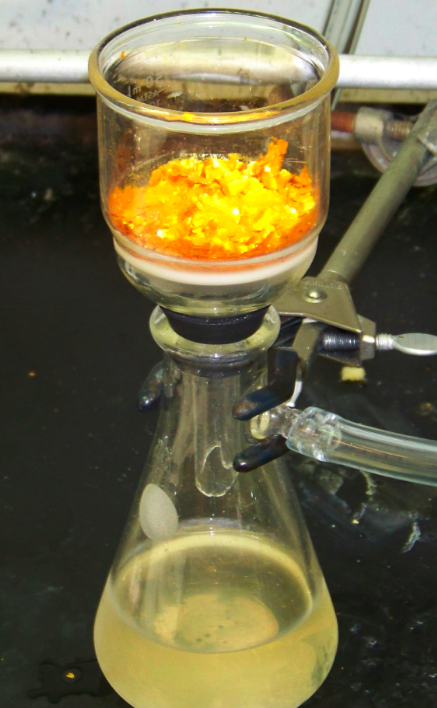
過濾瓶（吸瓶，帶有裝有樣品的燒結玻璃過濾器）。注意接收瓶中幾乎無色的濾液。